# Umbuzada
A umbuzada, também conhecida como imbuzada, é uma bebida típica do Nordeste do Brasil, feita com o fruto do umbuzeiro (umbu ou imbu). Possui sabor levemente ácido, preparado a partir do cozimento do umbu, misturado com leite e açúcar. Embora seja possível produzir a bebida com polpa, normalmente, a bebida só é encontrada no período de safra, quando há disponibilidade de frutos in natura. Já foi uma bebida comum nos restaurantes cearenses, contudo, atualmente, já não se encontra com a mesma facilidade.